# Maury Chaykin
Maury Alan Chaykin (27 de julio de 1949 - 27 de julio de 2010) fue un actor estadounidense conocido por su interpretación del detective Nero Wolfe, así como por su trabajo como actor de carácter en muchas películas y programas televisivos.

## Vida personal
Nació en Brooklyn, Nueva York. Su padre, Irving J. Chaykin (1912–2007), nació en Brooklyn, y era profesor de contabilidad en la Universidad de Nueva York. Su madre, Clarice Chaykin (née Bloomfield, 1921–2012), nació en Winnipeg, Manitoba, pero creció en Montreal, Quebec. El tío materno de Chaykin, George Bloomfield (1930–2011), era un director, productor, escritor y actor canadiense que lo dirigió en un gran número de proyectos para películas y televisión.
Educado en La Universidad Estatal de Nueva York, posteriormente se mudó a Toronto, Ontario, donde residió hasta su muerte. Chaykin se casó dos veces, con la productora Ilana Frank y con la actriz canadiense Susannah Hoffmann, con quien tuvo una hija, Rose Chaykin, también actriz.

## Carrera
Chaykin fue casi siempre un secundario de lujo, pero protagonizó los telefilmes de Nero Wolfe. El primero fue Las Arañas Doradas: Un misterio de Nero Wolfe (2000), que adaptaba a la pequeña pantalla al orondo detective creado por Rex Stout. Su éxito de audiencia originó una serie semanal, A Nero Wolfe Mistery, la cual tuvo dos temporadas en A&E y continúa emitiéndose internacionalmente. 
Dos de los primeros papeles de Chaykin le hicieron muy reconocible entre el público: el hacker Jim Sting de WarGames y el testigo de procesamiento Sam Tipton en Mi primo Vinny. En 1990 tuvo un pequeño pero decisivo personaje en Bailando con lobos como el desquiciado mayor Fambrough.
Chaykin tuvo su primer papel protagonista en Whale Music (1994), una película en la que interpreta a un trasunto del músico Brian Wilson.  
También apareció en series televisivas como Emily de Luna Nueva y Stargate SG-1.
Es muy recordado en España por su delirante papel de señor del crimen de Kuala Lumpur en Entrapment junto a Catherine Zeta Jones y Sean Connery; y más recientemente por su papel del intimidatorio y agresivo Harvey Weingard en la serie Entourage de la cadena HBO, un personaje inspirado en la vida del productor Harvey Weinstein.

## Muerte
Murió en Toronto el 27 de julio de 2010 por complicaciones de una infección en una válvula del corazón.